# متحف قوات السلطان المسلحة
متحف قوات السلطان المسلحة هو متحف للتاريخ العسكري يقع في قلعة بيت الفلج التي كانت مقرًا لقوات السلطان سعيد بن سلطان المسلحة،  ويقع في شارع المجمع بمنطقة روي قرب مسقط،  افتتحه السلطان قابوس بن سعيد عام 1988.
يحتوي المتحف على مجموعة واسعة تتعلق بتاريخ عمان العسكري والصراعات الوطنية، ويُعرض فيه أسلحة مثل البنادق والمدافع، والزي الرسمي للخدمة، وعرض خارجي للمركبات العسكرية، وآلات الموسيقى العسكرية، والميداليات.